# Revers (veste)
Pour les articles homonymes, voir Revers.

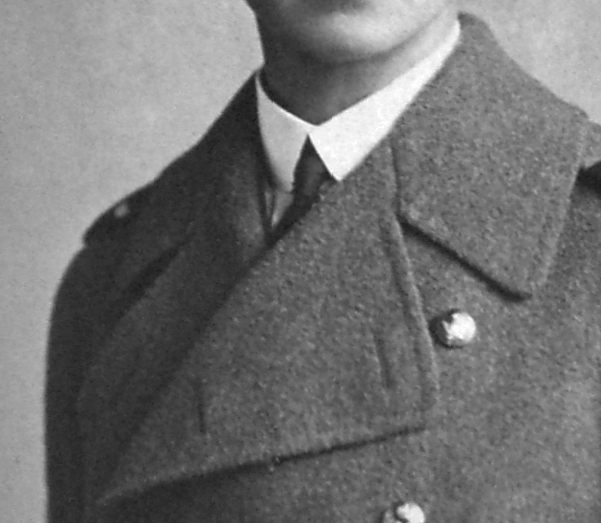
Revers cranté d'une veste d'uniforme britannique des années 1930.

Les revers sont les deux morceaux de tissu rabattus sur l'avant d'une veste traditionnelle. Il existe trois principaux types de revers : le revers cranté, le revers en pointe, et le col châle. 
Toutes les vestes pour hommes occidentales ont un revers, hormis les vestes autrichiennes, qui ont des cols ronds.

## Histoire
Sous l'Ancien régime, les habits militaires avaient l'habitude d'être soutachés avec un tissu opposé, donnant à l'intérieur du buste une impression d'évasement. À la période de la Régence, cette mode s'affirme en Angleterre, le haut de l'habit s'élargissant tant qu'il est désormais impossible à fermer et laisse les deux pans virevolter. La forme actuelle du revers (forme résultant de la « ligne anglaise », l'encoche du revers) naît au XIXe siècle, le pan de veste s'évasant et le col se collant à la clavicule. Il existe deux sortes de revers : cranté, plus classique, et en pointe, davantage habillé.
Pendant l'Époque victorienne, la mode change au fur et à mesure, alternant l'étroitesse et la longueur. Fin dans les années 1960, le revers se porte large dans les années 1970.

## Revers cranté

Le revers cranté.

Le revers cranté est cousu au col en biais, créant l'effet d'une marche d'escalier. C'est la norme sur la majorité des habits droits et des vestes de sport.

## Revers en pointe

Le revers en pointe.

Le revers en pointe est la norme sur les habits croisés, et sur les habits droits, il est caractéristique d'une tenue habillée ou cérémonielle. Il était notamment populaire dans les années 1920 et 1930.
Dans les années 1910 et 1920 et de nos jours, les crans sont situés haut sur la clavicule. Dans les années 1940 et 1980, ils étaient placé très bas. Dans les années 1960 et dans les années 2000 (surtout chez Hedi Slimane), le revers est très étroit, alors que les tailleurs italiens et américains le préfèrent large.

## Col châle

Le col châle.

Sur un col châle, le col et le revers sont d'une pièce et forment une courbe continue. Cette forme apparaît d'abord sur les vestes d'intérieur, et elle est une des formes usuelles sur un smoking.